# Zuiderburen (Leeuwarden)
Zuiderburen is een buurt in de stad Leeuwarden, in de gelijknamige gemeente die gelegen is in de Nederlandse provincie Friesland. De buurt ligt in de wijk Hempens/Teerns & Zuiderburen en werd in 1999 aangelegd. In 2000 werden de eerste woningen opgeleverd.
Zuiderburen wordt aan de noordzijde begrensd door het Van Harinxmakanaal, ten westen door de Drachtsterweg en ten zuiden door Rijksweg 31. De terpdorpen Hempens en Teerns zijn door de wijk zo goed als ingesloten. De wijk is genoemd naar de buurtschap Zuiderburen, ten zuiden van Hempens. De bewoning van deze buurtschap ligt aan de Suderbuorren.
In de buurt is destijds beroering ontstaan omdat de gemeente Leeuwarden de buurt niet op wilde leveren zoals in het bestemmingsplan was aangegeven en een gepland bos op wilde offeren aan extra woningbouw. Bewoners procedeerden vervolgens succesvol tegen het plan.